# 陈坤 (四川)
陈坤，中华人民共和国政治人物、全国脱贫攻坚先进个人。

## 生平
陈坤任巴中市恩阳区下八庙镇马鞍山村第一书记，巴中市恩阳区政务服务和公共资源交易服务中心工作人员。因在脱贫攻坚战中作出突出贡献，2021年2月25日全国脱贫攻坚总结表彰大会上，陈坤被授予“全国脱贫攻坚先进个人”。